# Портрет Матвея Ивановича Палена
«Портрет Матвея Ивановича фон дер Палена» — картина Джорджа Доу и его мастерской из Военной галереи Зимнего дворца.
Картина представляет собой погрудный портрет генерала от инфантерии барона Матвея Ивановича фон дер Палена из состава Военной галереи Зимнего дворца.
Во время Отечественной войны 1812 года полковник барон Пален состоял дежурным офицером при генерале С. А. Тучкове, командовал отдельным партизанским отрядом и сражался на северном направлении, отличился при взятии Кёнигсберга. В Заграничных походах 1813 и 1814 годов находился в отряде А. И. Чернышёва, за отличие при взятии Люнебурга был произведён в генерал-майоры. Далее он отличился в сражении при Денневице, в Битве народов под Лейпцигом и бою под Краоном и при блокаде Гамбурга .
Изображён в генеральском вицмундире, введённом для кавалерийских генералов 6 апреля 1814 года. Слева на груди звезда ордена Св. Анны; на шее крест ордена Св. Георгия 3-го класса; по борту мундира крест Св. Владимира 2-й степени; справа на груди серебряная медаль «В память Отечественной войны 1812 года» на Андреевской ленте. Подпись на раме с ошибкой в инициале: Баронъ М. Ю. Фонъ-деръ-Паленъ 3й, Ген. Маiоръ.
7 августа 1820 года Комитетом Главного штаба по аттестации барон Пален был включён в список «генералов, заслуживающих быть написанными в галерею» и 25 марта 1822 года император Александр I приказал написать его портрет. В это время Пален находился в отставке, проживал в своём имении в Эстляндской губернии и был избран ландратом. 22 мая 1822 года барон Пален писал в Инспекторский департамент Военного министерства «во исполнение столь важного для меня отличия, я не премину находиться в Санкт-Петербурге вскоре после Иванова дня, о чём по желанию господина живописца Даве и его уведомлю». В начале июля того же года Пален приехал в столицу и встретился с Доу. Гонорар Доу был выплачен 13 марта 1823 года. Готовый портрет был принят в Эрмитаж 7 сентября 1825 года.